# Skyscrapers and Brasseries
Skyscrapers and Brasseries è un cortometraggio del 1963 diretto da Russ Meyer.